# Beauce (Francja)
Beauce - bardzo żyzny region naturalny w północnej Francji w regionie Centre o powierzchni około 600 tys. hektarów. Region posiada wspólną historię z niegdysiejszą prowincją Orléanais oraz hrabstwem Chartres.

## Geografia
Beauce położone jest na południowy zachód od Paryża, na terenie kilku departamentów, głównie Eure-et-Loir oraz Loir-et-Cher, ale także Loiret, Essonne i Yvelines.
Region został poddany karczunkowi już w neolicie, dziś drzewa są tam rzadkim widokiem w monotonnym rolniczym pejzażu, nad którym dominuje katedra w Chartres.
Największe miasta regionu
Głównymi miastami regionu Beauce są Chartres, Châteaudun oraz Étampes.
Lista gminArtenay, Champigny-en-Beauce, Marolles-en-Beauce, Rozières-en-Beauce, Ruan, Voves
Szlaki komunikacyjne
Region przecinają wielkie szlaki komunikacyjne: autostrada A 10 oraz linia TGV Atlantique.
Hydrografia
Rzeki Essonne, Eure oraz Loir przepływają przez region.

## Gospodarka
Region Beauce jest położony na rozległym, żyznym płaskowyżu położonym średnio na wysokości 140 m n.p.m. Region ma charakter rolniczy i często nazywany jest spichlerzem Francji (fr. le Grenier de la France). Uprawiane są tam głównie zboża, buraki cukrowe, rzepak.
Od 2005 w Beauce umiejscowiona jest farma wiatrowa (wzdłuż autostrady A10, w departamencie Eure-et-Loir).

## Kultura
Zabytki
- Katedra Notre-Dame w Chartres
- Zamek z Châteaudun

Beauce w literaturze
Region Beauce został opisany przez Charles'a Péguya w książce Présentation de la Beauce à Notre-Dame de Chartres.
Illiers w departamencie Eure-et-Loir, na granicy Beauce oraz Perche, gdzie Marcel Proust spędził część młodości u ciotki, pojawia się, pod nazwą Combray, w jego powieści W poszukiwaniu straconego czasu.
Émile Zola umieścił akcję dużej części swojej powieści pt. "Ziemia" ("La Terre") w Rognes (Romilly-sur-Aigre), małej wiosce w Beauce.

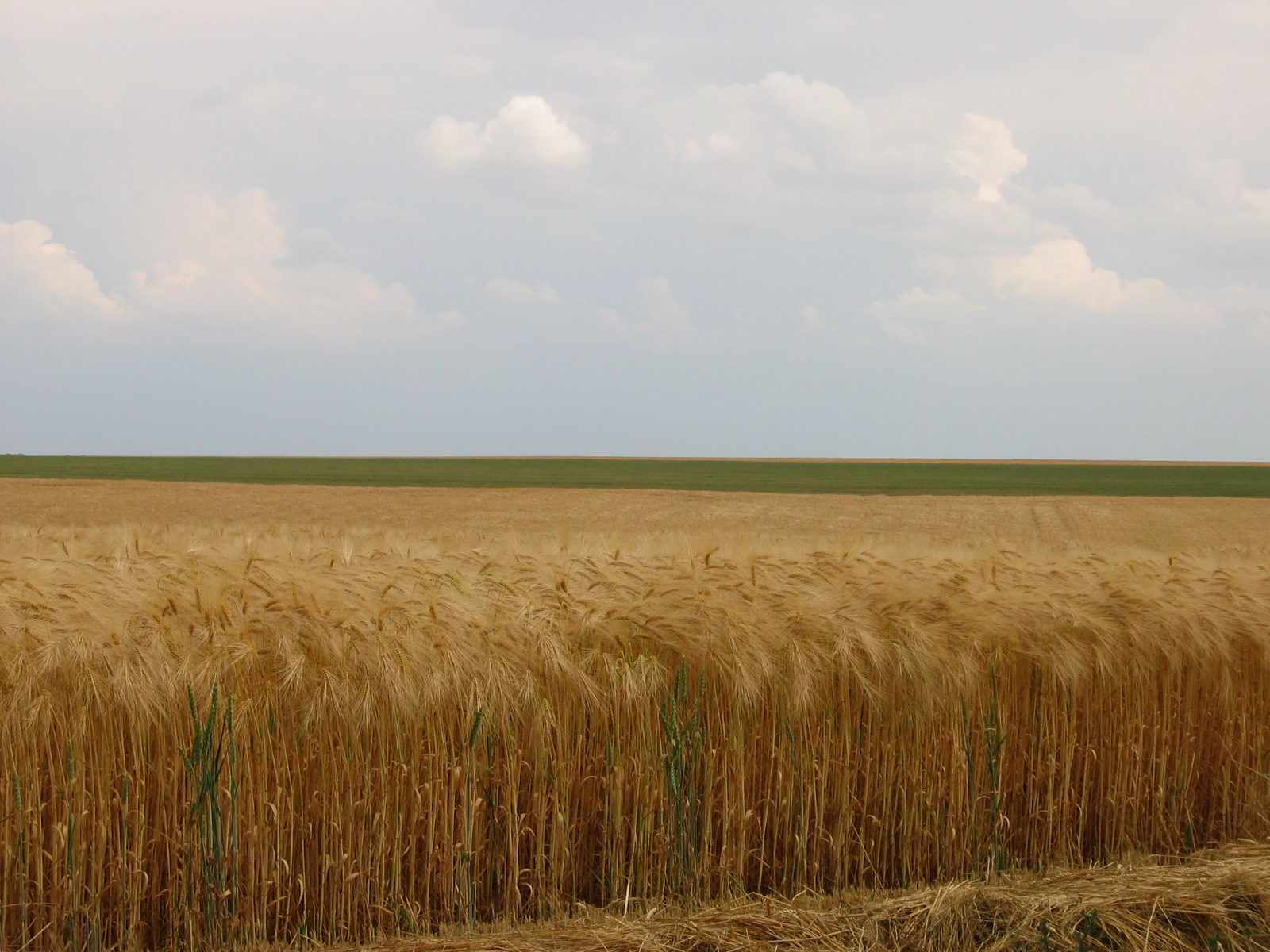
Widok Beauce
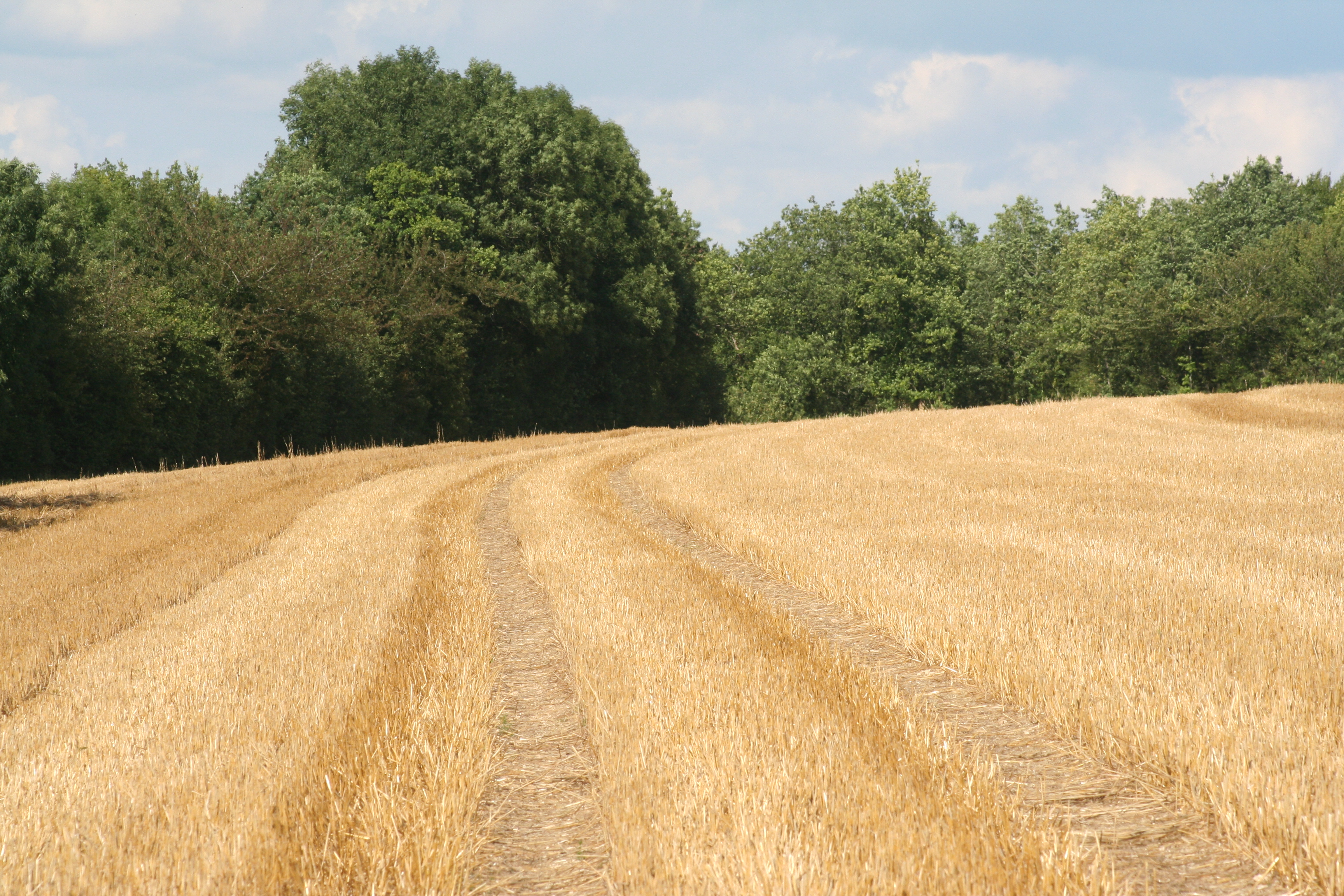
Pola po żniwach w Chalou-Moulineux
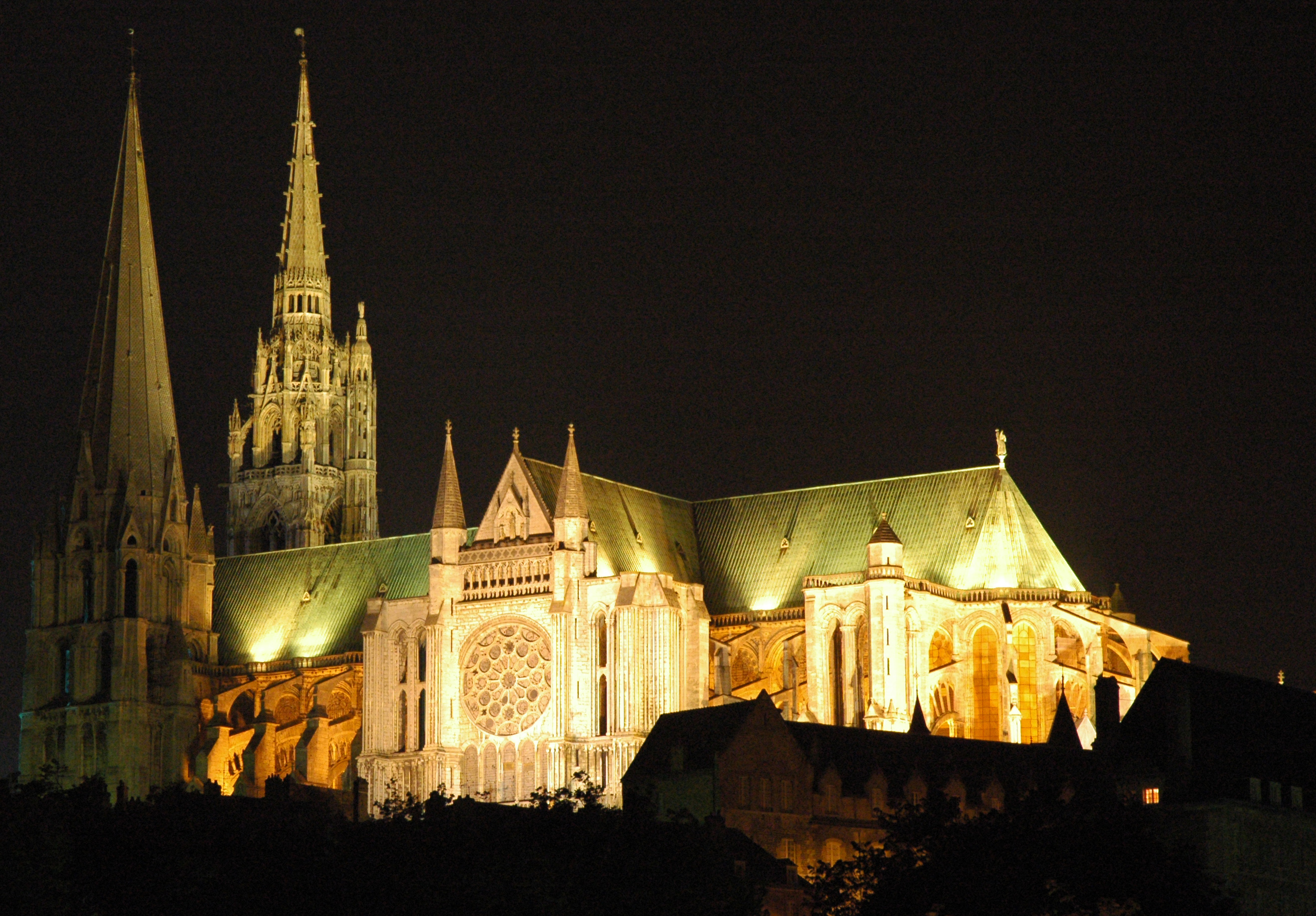
Katedra w Chartres (widok nocą)
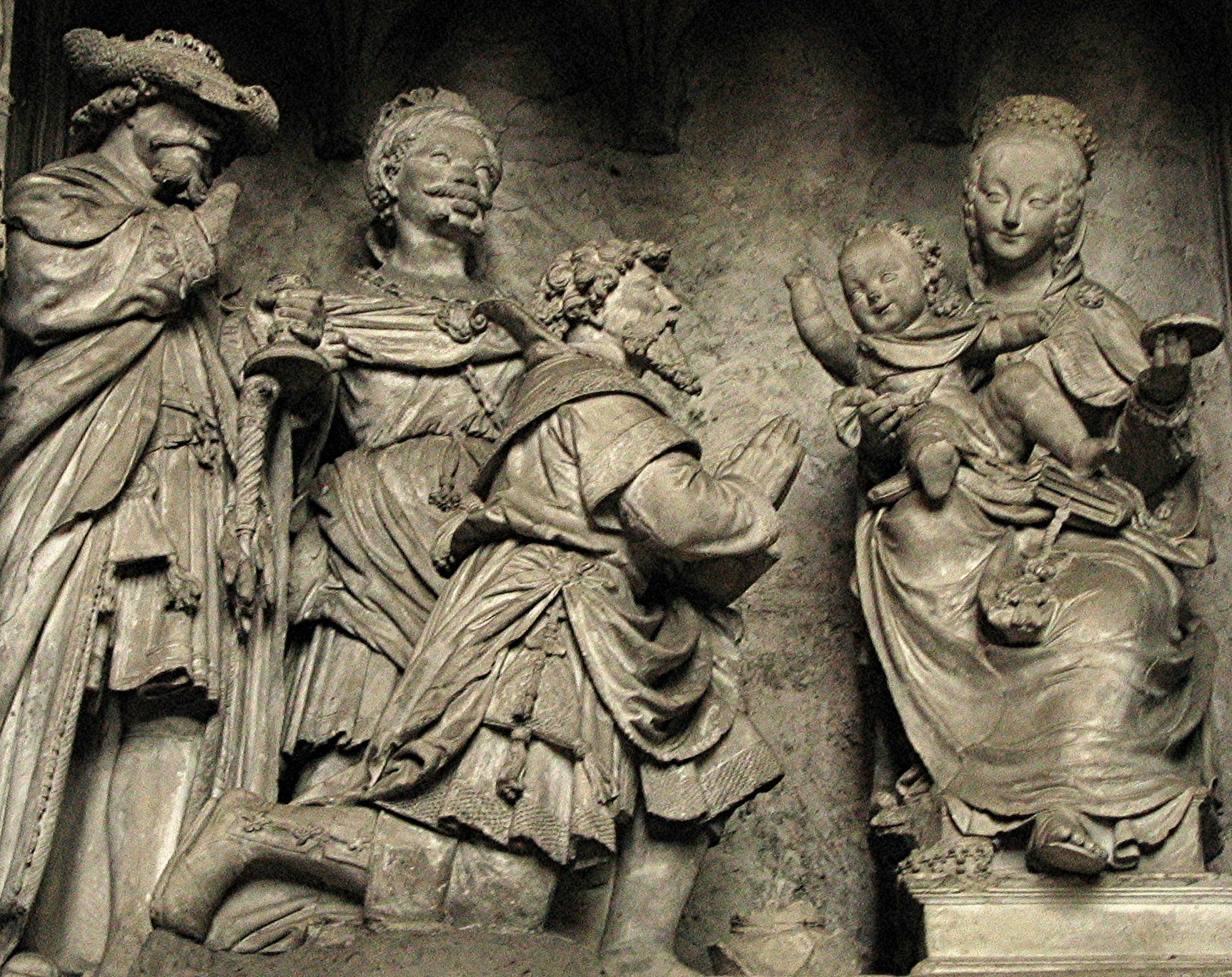
Rzeźby Jehana de Beauce - Chór Katedry w Chartres
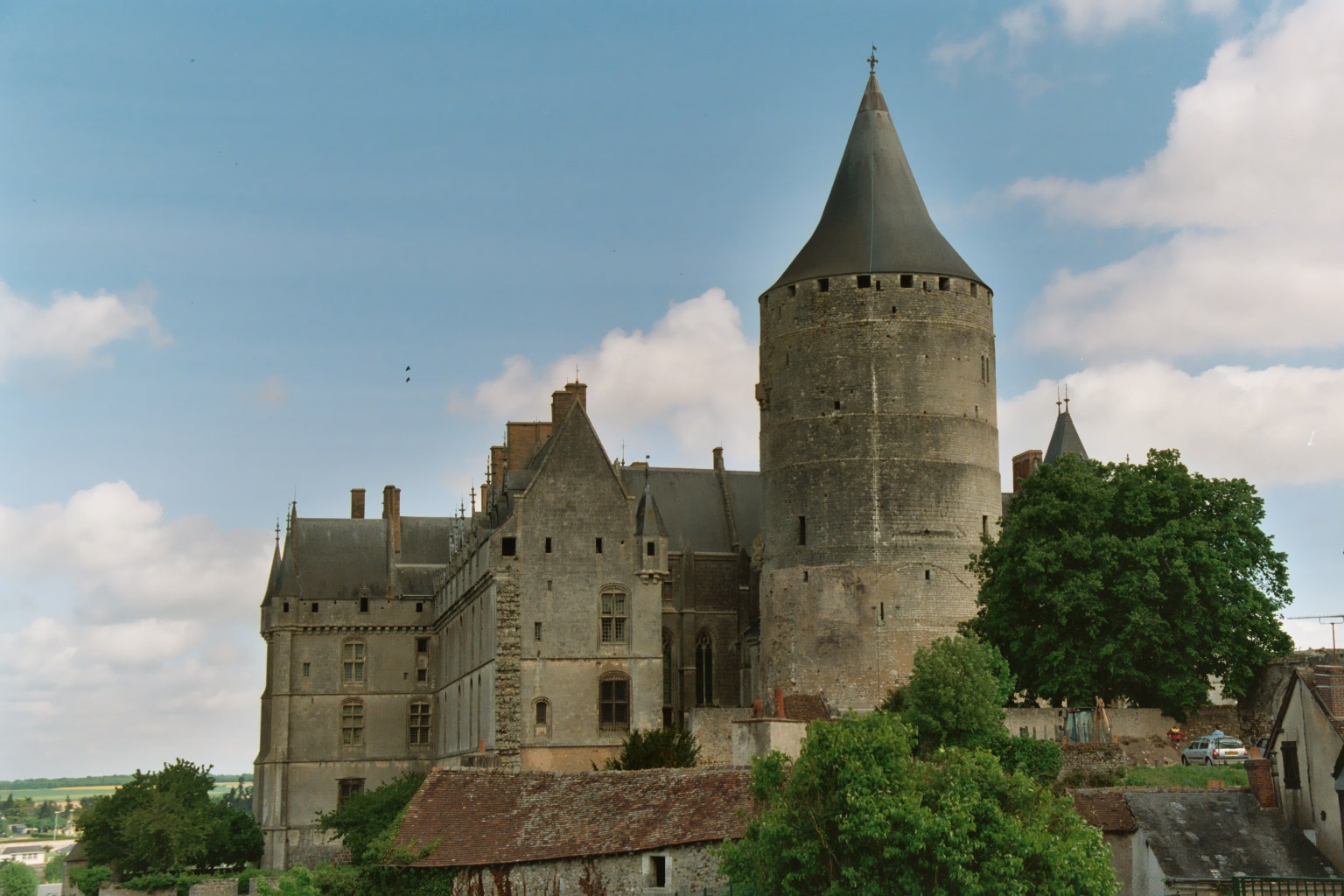
Zamek w Châteaudun
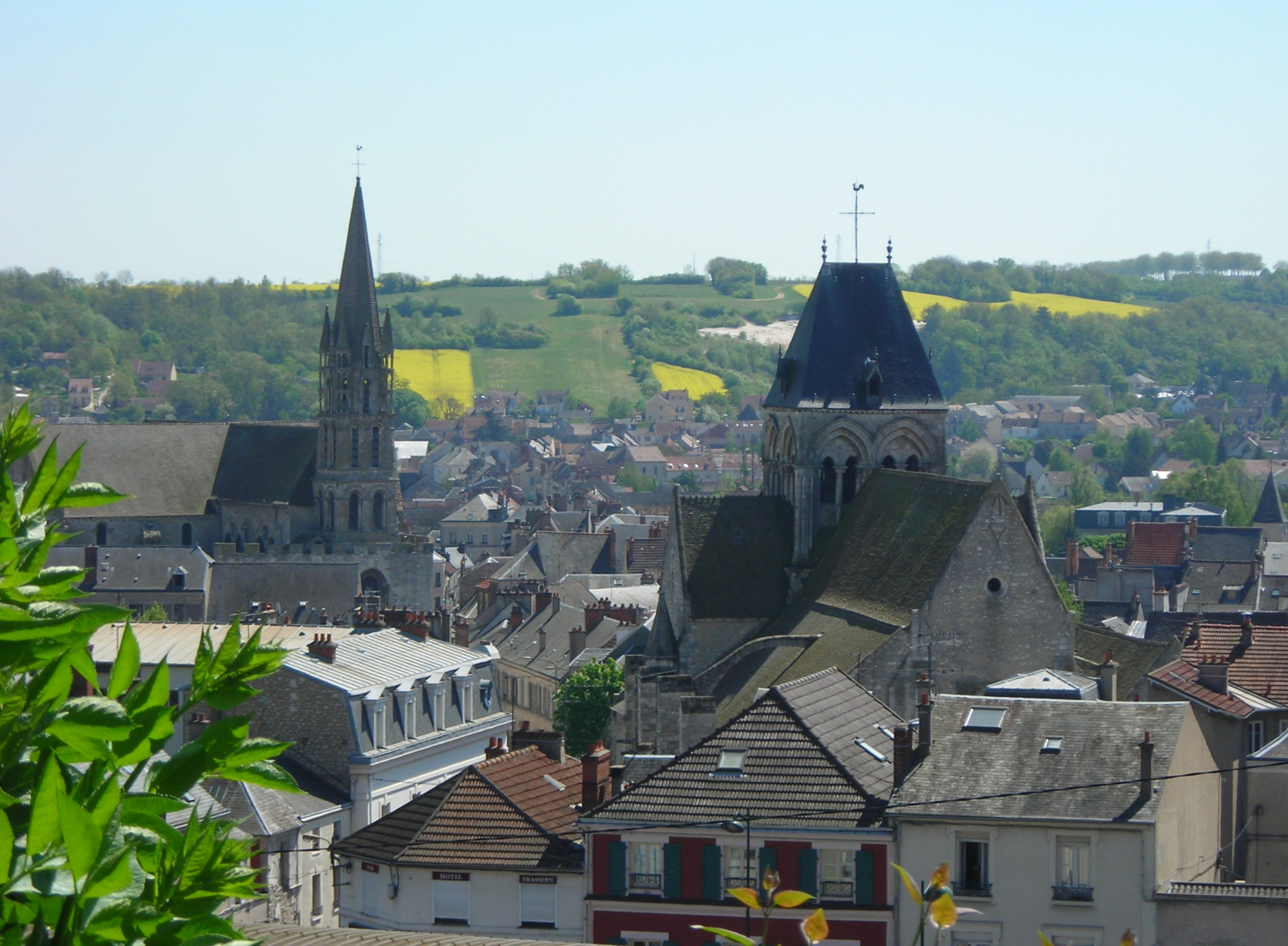
Widok Étampes
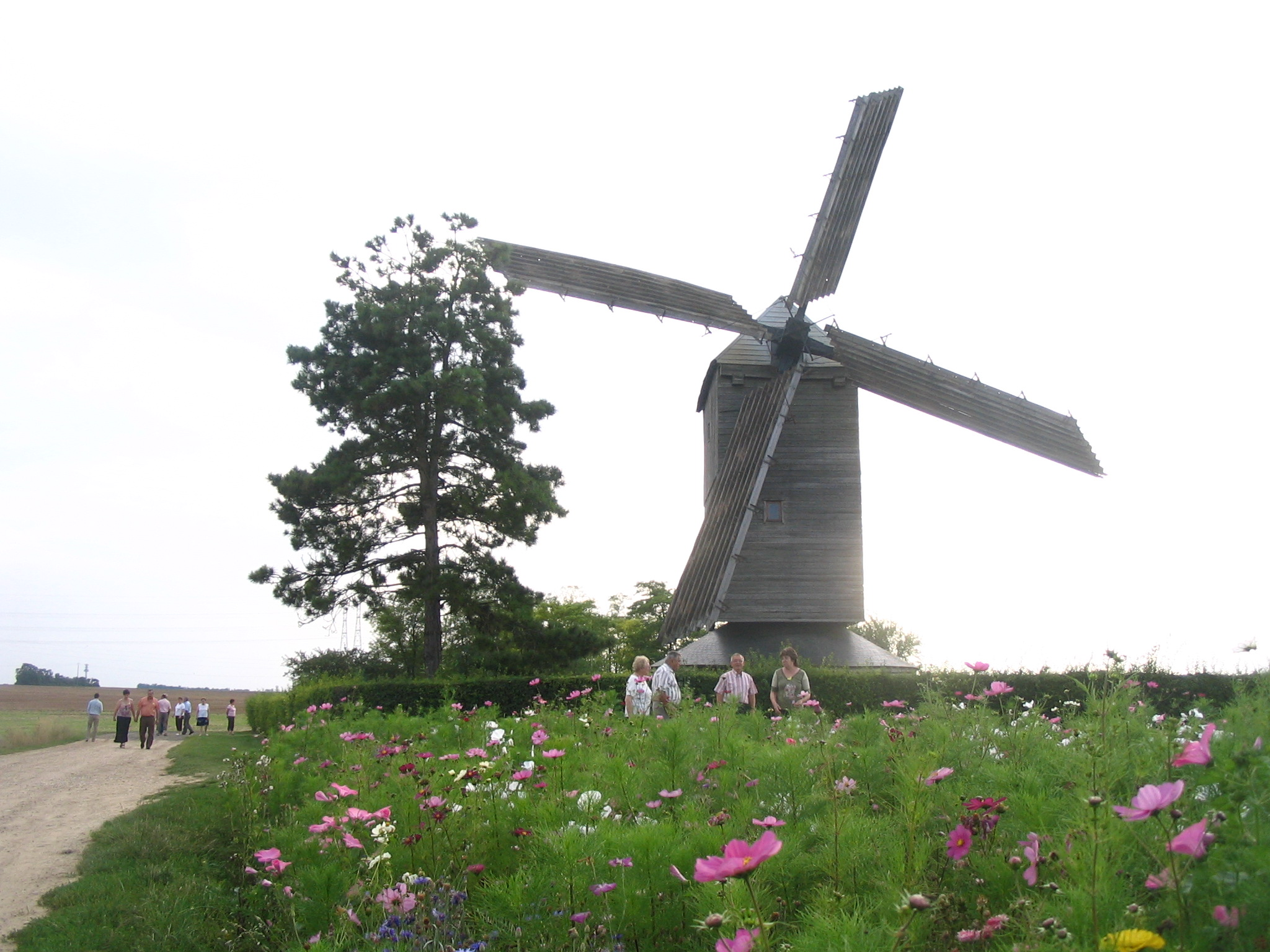
Młyn la Garenne w Ymonville
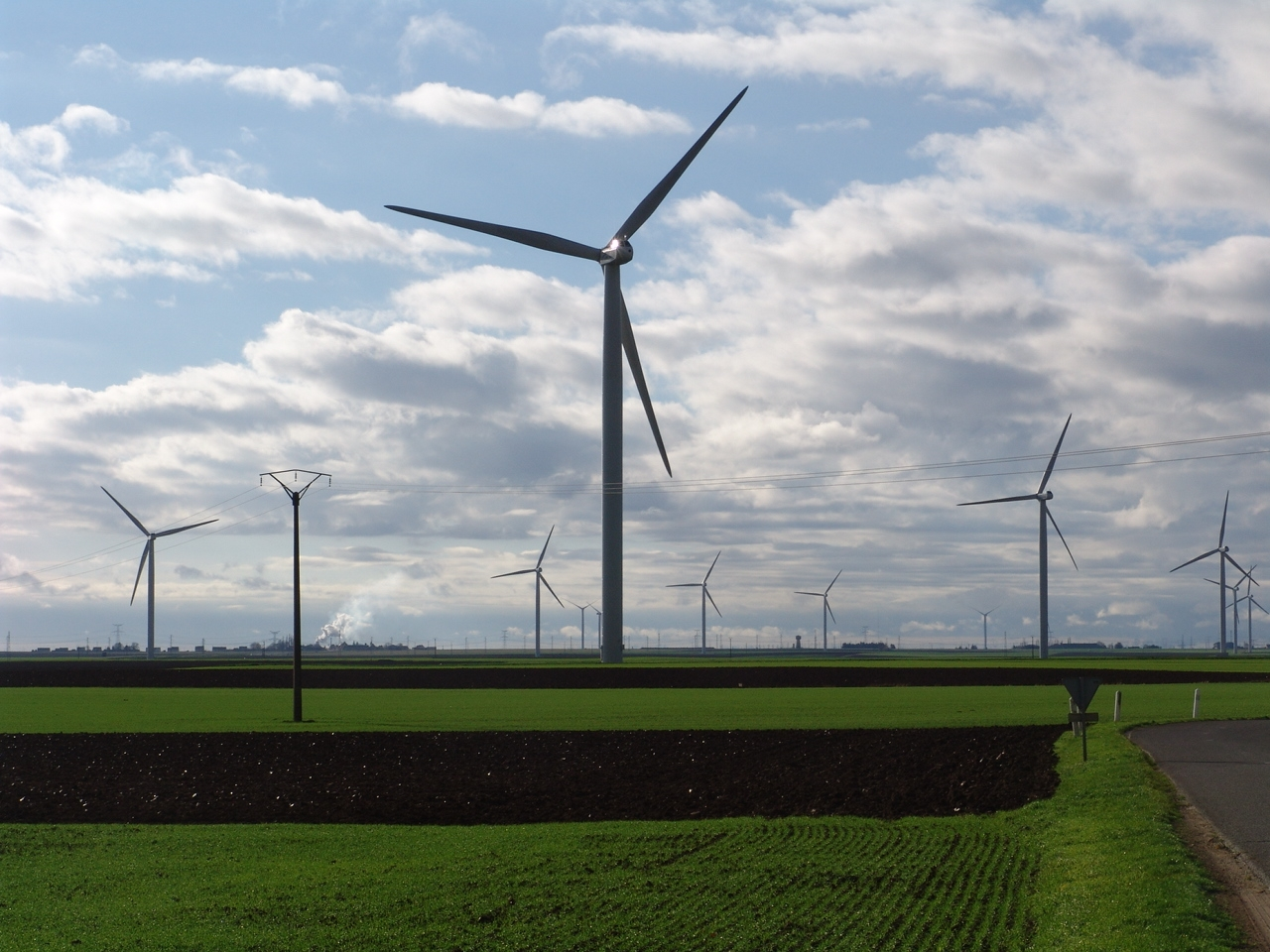
Farma wiatrowa w Janville